# Wanganella (Schiff)
Die Wanganella war ein 1933 in Dienst gestelltes Passagierschiff der australischen Reederei Huddart Parker Ltd. Von 1941 bis 1946 diente sie als das Hospitalschiff AHS Wanganella (Australian Hospital Ship Wanganella) unter australischer Flagge. Nach dem Krieg nutzte man sie erneut als Passagierschiff und später als schwimmende Herberge. 1970 wurde die Wanganella in Kaohsiung (Taiwan) verschrottet.

## Konstruktion und frühe Jahre

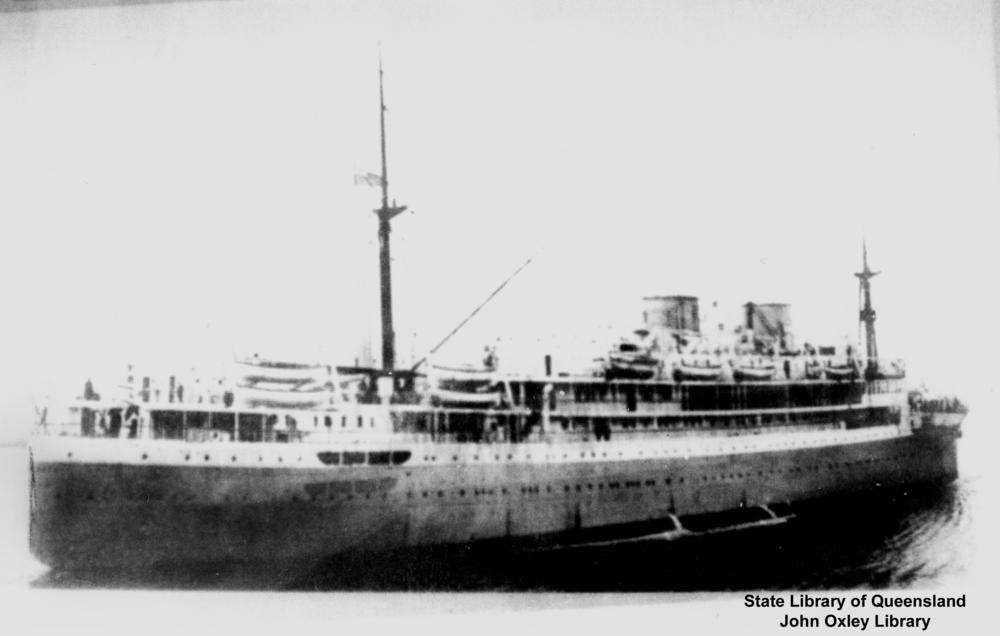

Das 9.599 BRT große Motorschiff wurde bei Harland & Wolff im nordirischen Belfast gebaut und lief dort am 17. Dezember 1929 vom Stapel. Es wurde für den Passagier- und Postverkehr der Royal Mail Line nach Westafrika gebaut und auf den Namen Achimota getauft. Das 144,5 Meter lange und 19 Meter breite Schiff wurde mit zwei achtzylindrigen Dieselmotoren von Burmeister & Wain angetrieben, die 6.750 Break Horsepower (BHP) leisteten und eine Geschwindigkeit von 17 Knoten ermöglichten. Die Royal Mail Line geriet jedoch durch die Weltwirtschaftskrise in eine finanzielle Notsituation und musste 1931 Konkurs anmelden. Die Achimota wurde daraufhin im September 1932 von der in Melbourne sitzenden australischen Reederei Huddart Parker Ltd. gekauft. Huddart Parker nannte das Schiff in Wanganella um (nach einer Gemeinde im australischen Bundesstaat New South Wales) und verwendete es im Passagier- und Postdienst zwischen Australien und Neuseeland. Sie pendelte hauptsächlich zwischen Melbourne und Sydney in Australien und Auckland und Wellington in Neuseeland. Sie war ein Trans-Tasman Passenger Liner, da sie zwischen Australien und Neuseeland den Tasmansee überquerte (Trans Tasman Express Service). Dazu benötigte die Wanganella dreieinhalb Tage.

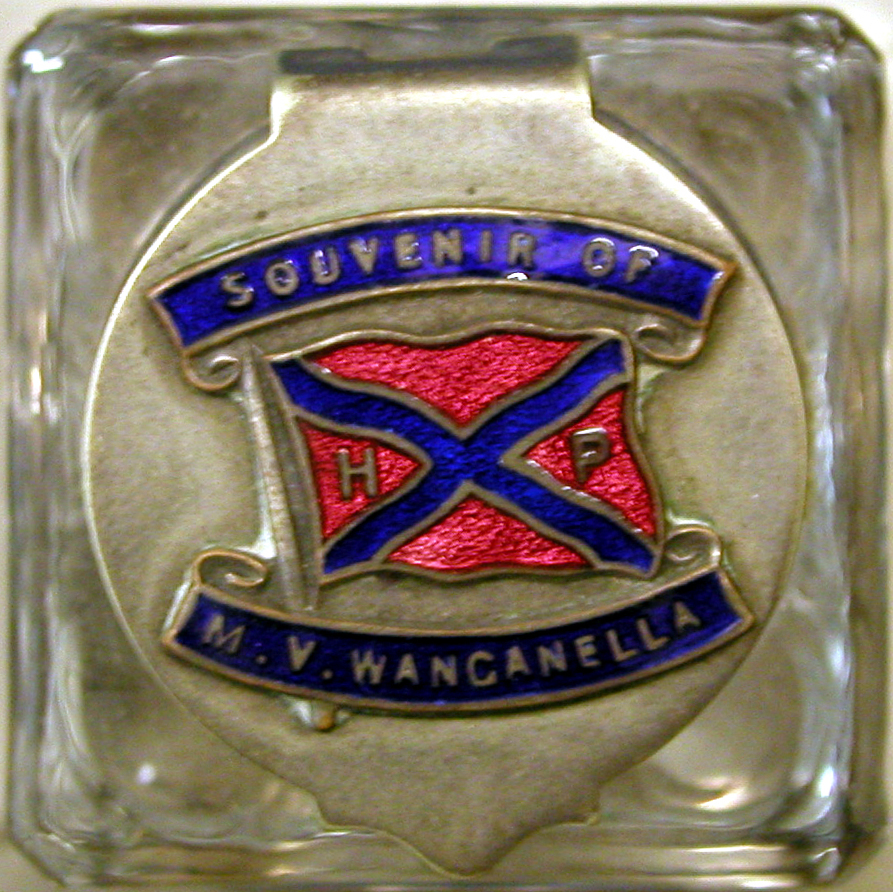
Mitglied oder Inkwell

Am 29. November 1932 lief die Wanganella nach ihrer Fertigstellung in Belfast nach Australien aus und erreichte Sydney nach einer Fahrt von 31 Tagen. Die Ankunft des Schiffs wurde am 2. Januar 1933 vom Sydney Morning Herald verkündet. Die Werft Harland & Wolff hatte ihren Leitenden Ingenieur Leonard Septimus Brew damit beauftragt, die Wanganella nach Sydney zu bringen. Brew war überrascht, dass der Lotse, der die Wanganella in den Hafen von Sydney geleitete, sein Bruder Albert Brew war, den er etwa 20 Jahre nicht gesehen hatte.
Am 12. Januar 1933 lief die Wanganella in Sydney zu ihrer Jungfernfahrt nach Neuseeland aus. Sie konnte 304 Passagiere in der Ersten und 104 in der Zweiten Klasse befördern. Das Schiff blieb bis 1941 im transtasmanischen Passagierverkehr. Die Wanganella war eines der weitaus größten und luxuriösesten Schiffe auf dieser Route. Im Mittelpunkt stand die elegante Main Lounge der Ersten Klasse auf dem Promenadendeck mit ihren Holzpaneelen, Säulen, üppigen Vorhängen und der Glaskuppel, die bis zur Höhe des Bootsdecks reichte. Der Raum war mit Perserteppichen ausgelegt und mit einem Klavier und gepolsterten Sofas ausgestattet. Der Lounge schlossen sich achteraus die Bibliothek und der Schreibsalon an. Dem folgte der von dunkler Möblierung und Seidentapeten beherrschte Rauchsalon, der mit einem englischen Kamin ausgestattet war. Vom Rauchsalon aus hatte man Blick auf das Achterdeck und das Verandacafé. Der kuppelgekrönte, in Weiß gehaltene Speisesaal der Ersten Klasse befand sich auf dem C-Deck.
Am 28. Dezember 1937 kollidierte die Wanganella an der Küste von New South Wales mit einem Trawler. Am 19. Juni 1940 nahm sie an der Rettung von Passagieren und Besatzungsmitgliedern des Passagierdampfers Niagara (13.415 BRT) der neuseeländischen Union Steam Ship Company teil, die vor Auckland auf eine von dem deutschen Hilfskreuzer Orion gelegte Mine gelaufen und gesunken war.

## Hospitalschiff im Zweiten Weltkrieg

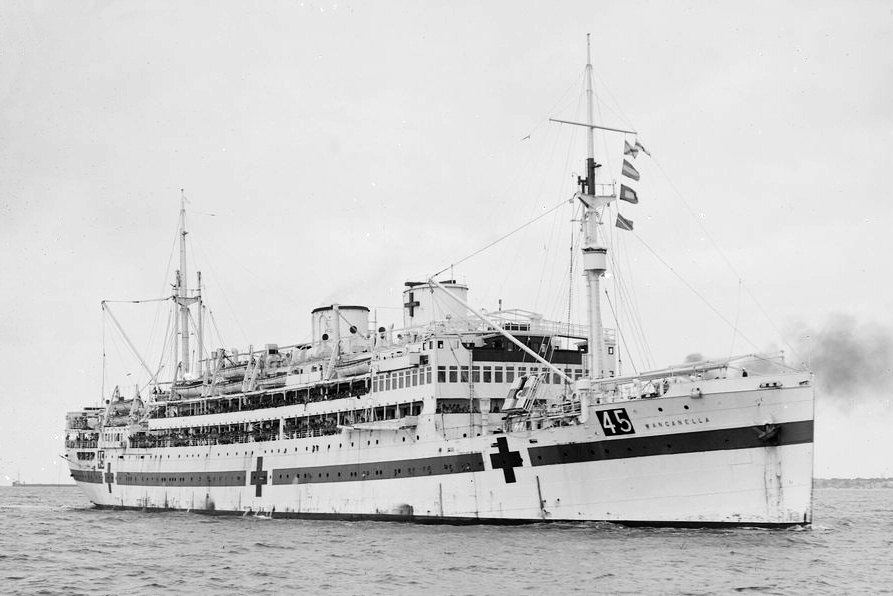
Als Hospitalschiff AHS Wanganella während des Zweiten Weltkriegs

1941 wurde das Schiff von der Royal Australian Navy angefordert und in Melbourne in ein Hospitalschiff umgewandelt. Als solches konnte die Wanganella 434 Patienten beherbergen, was sich 1943 auf 550 erhöhte. Die Besatzung wurde von 160 Personen aus Vorkriegszeiten auf 123 Personen reduziert. Das medizinische Personal (Ärzte, Chirurgen, Krankenschwestern etc.) belief ich auf 110 Personen. Am 12. Juli 1941 wurde sie offiziell als AHS (Australian Hospital Ship) Wanganella mit der Kennung 45 in Dienst gestellt. Ihre erste Fahrt führte sie über Melbourne und Fremantle nach Singapur. Die zweite Fahrt als Hospitalschiff führte sie nach Sues. Als sie dort in Port Tawfiq vor Anker lag, fand ein Luftangriff deutscher Jagdbomber auf den Hafen statt. Einige Bomben fielen in unmittelbarer Nähe, die Wanganella wurde jedoch nicht getroffen. Die Georgic der White Star Line hatte weniger Glück; sie wurde mehrfach getroffen und geriet in Brand.
Am 14. April 1944 lag die Wanganella im Hafen von Bombay, als dort der Frachtdampfer Fort Stikine explodierte und einen Großbrand verursachte (dieser Vorfall wurde als Bombay Explosion oder Bombay Docks Explosion bekannt). Die von den Explosionen verursachten Wellen ließen das Schiff stark schlingern; da es sich aber in einer sicheren Entfernung befand, wurde es im Gegensatz zu anderen Schiffen nicht von Trümmern getroffen. Weil es hunderte Verletzte gab, wurde die Schiffsleitung gebeten, bei der Versorgung zu helfen. Die Wanganella blieb daher noch eine Woche im Hafen von Bombay und ihr medizinisches Personal arbeitete tagelang ohne Unterbrechung.
Vom 19. Mai 1941 bis 1945 fuhr die Wanganella nach Borneo, zum Mittleren Osten, Neuguinea, zu den Salomonen und in den Südpazifik, wobei sie insgesamt 251.011 Seemeilen (464.872 km) zurücklegte und 13.385 Verwundete transportierte. Ende 1945 wurde sie wieder Huddart Parker Ltd. überstellt und umfassend saniert. Die neue Passagierkapazität lag nun bei 316 Reisenden in der Ersten und 108 in der Zweiten Klasse.

## Nachkriegsjahre

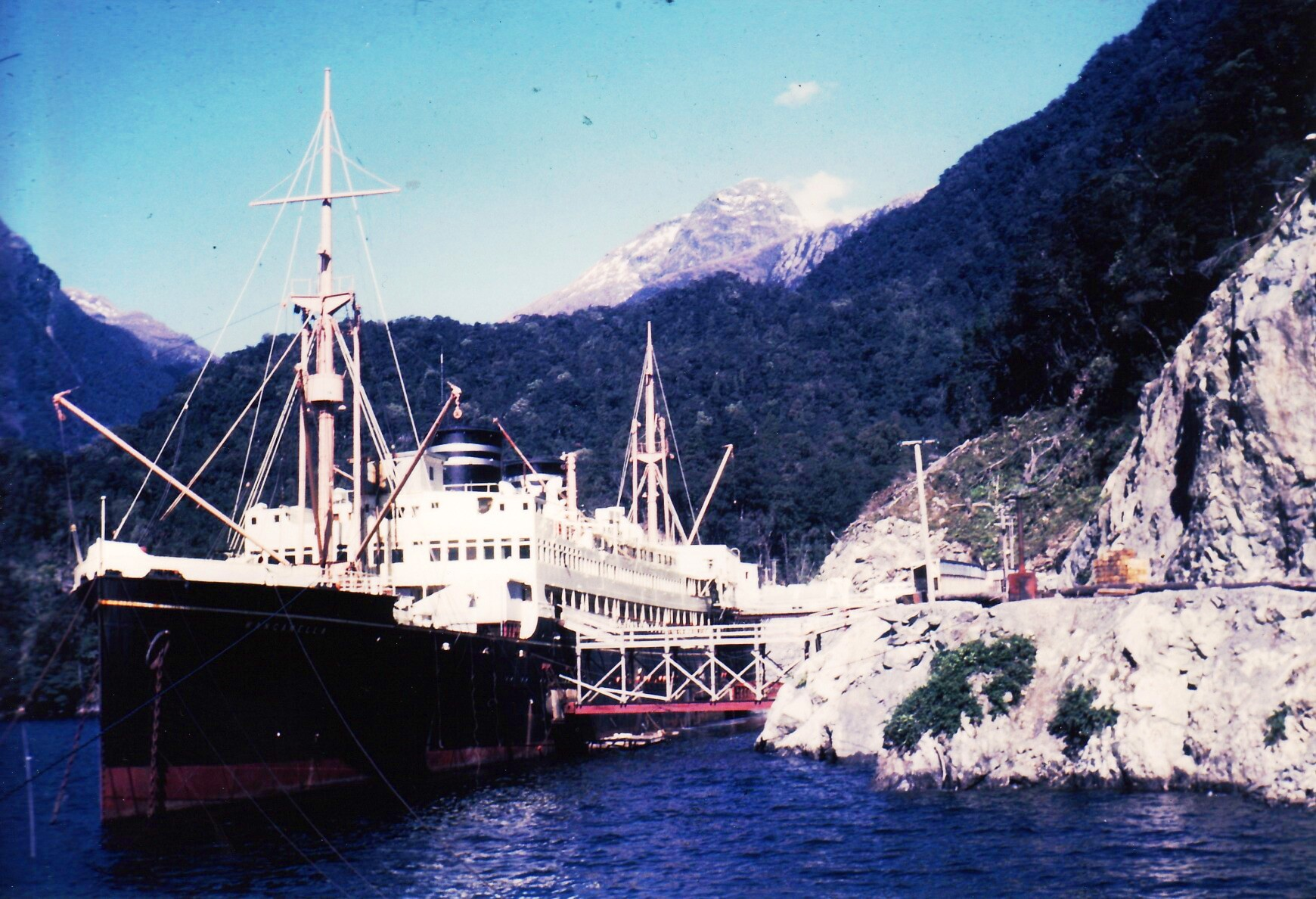
Die Wanganella im Doubtful Sound/Patea

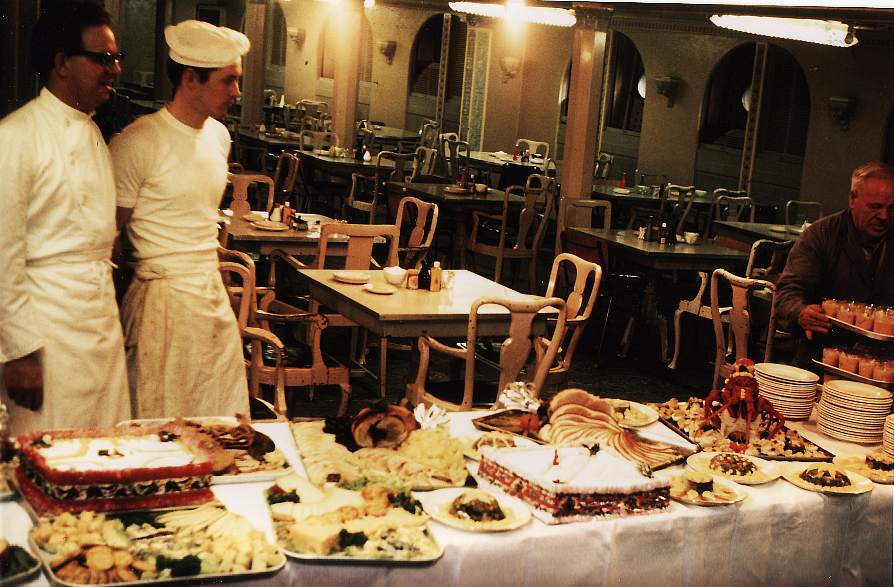
Weihnachtsdinner 1967 an Bord der Wanganella in Deep Cove

Am 19. Januar 1947, auf ihrer ersten zivilen Überfahrt nach dem Krieg, strandete die Wanganella mit etwa 400 Passagieren an Bord kurz vor Mitternacht auf dem Barrett Reef an der Westseite der Einfahrt in den Wellington Harbour. Passagiere und Mannschaft wurden am Folgetag evakuiert; es gab keine Verletzten. Das Schiff saß insgesamt 18 Tage auf dem Riff fest. Die notwendigen Reparaturen hielten die Wanganella 22 Monate von ihrem regulären Fahrplan ab. In der ersten Jahreshälfte des Jahres 1951 kam es zu weiteren Einschränkungen, als die Wanganella die Folgen eines Streiks neuseeländischer Hafenarbeiter zu spüren bekam. Diese als 1951 New Zealand Waterfront Dispute in die Geschichte eingegangene, 151 Tage währende Auflehnung neuseeländischer Hafenarbeiter gegen ihre Arbeitgeber gilt als bis heute größter Arbeitnehmerstreik in der  Geschichte Neuseelands.
Am 27. Oktober 1961 wurden Huddart Parker Ltd. und somit auch die Wanganella von McIlwraith McEachern Ltd. übernommen. Dieses Unternehmen verkaufte sie aber schon nach wenigen Monaten wieder, nachdem sie am 26. März 1962 auf dem Weg nach Auckland einen Maschinenschaden und am 12. Juni 1962 in Sydney eine Explosion im Maschinenraum erlitten hatte. Beide Male musste das Schiff kostenaufwendig repariert werden. Am 15. August 1962 wurde die Wanganella daher von der Hang Fung Shipping and Trading Company aus Hongkong übernommen, die sie zwischen Neuseeland, Australien und Hongkong, aber auch als Kreuzfahrtschiff im Pazifik einsetzte. Während der 1950er und 1960er Jahre nahmen die Zahlen transtasmanischer Schiffspassagiere aufgrund des zunehmenden Luftverkehrs massiv ab. Außerdem traten bei der Wanganella immer häufiger Maschinenprobleme auf. Aus diesen Gründen wurde 1963 beschlossen, das Schiff abwracken zu lassen.
Kurz vor der geplanten Verschrottung wurde es jedoch von dem US-amerikanischen Unternehmen Utah Constructions erworben, die gerade am Bau des Kraftwerks von Manapouri arbeiteten. Von 1963 bis 1969 war die Wanganella im Doubtful Sound/Patea, einem Fjord an der Südinsel Neuseelands, vertäut. Während dieser Zeit diente sie als Unterbringungsmöglichkeit für Bergbau- und Straßenbauarbeiter. 1969 erwarb die Australian Pacific Shipping Company das 40 Jahre alte Schiff. Die ihre alten Maschinen nach sechs Jahren Stilllegung aber nicht mehr erfolgreich arbeiteten und das Schiff daher nicht mehr zum Einsatz kommen konnte, wurde die Wanganella 1970 endgültig zum Abbruch verkauft. Zunächst nach Hongkong verkauft, wurde sie umgehend an das taiwanische Abbruchunternehmen Shyeh Sheng Fuat Steel and Iron Works Ltd. weiterverkauft und in Kaohsiung verschrottet.